# 농소동 (울산)
농소동(農所洞)은 울산광역시 북구의 행정동 농소1동, 농소2동, 농소3동의 통칭이다. 기존의 농소읍 소재지로서 농소1, 2, 3동의 사회, 경제적 중심지역이고, 동북지역은 동대산이 감싸고 서쪽으로는 동천강을 접하고 있는 도농복합 지역으로 농소 1, 2, 3동과 함께 울산의 전원도시로서의 개발이 이루어지고 있다.

## 역사 및 지명유래
농소동은 신라시대 파사왕(80년 ~ 112년) 때 율포현 지역으로 757년 경덕왕 16년에 동진현으로 개칭되었고, 940년 고려 태조 23년에는 흥려부(일명 흥례부)에 통합되면서 개국공신 박윤웅의 식읍지가 되어 농소(農所)라는 말이 처음으로 생겼다. 1708년 조선 숙종 34년에 울산군 농소면이 되었고, 1820년 순조 20년에 어련천(현재의 동천강)을 경계로 동쪽은 농소면, 서쪽은 수서면으로 분면되었다. 1894년 고종 31년 농소면이 농동면으로, 수서면이 농서면으로 개칭되었다. 농동면사무소는 냉천, 농서면사무소는 상안에 두었다.
- 1914년 4월 1일 농동면과 농서면을 농소면으로 통합하고 12개리로 개편하였다. 면사무소는 신천리에 소재한 종전의 농동면사무소를 사용하다가 뒤에 호계리(지금의 농소1동 주민센터)로 이전하였다.

| 개편 전 | 개편 전                                                              | 개편 후        |
| ------- | -------------------------------------------------------------------- | -------------- |
| 농동면  | 차동동(次東洞), 차서동(次西洞), 원지동(元池洞)                       | 창평리(倉坪里) |
| 농동면  | 수성동(水城洞), 수동동(水東洞)                                       | 호계리(虎溪里) |
| 농동면  | 괴정동(槐亭洞), 신기동(新基洞), 마동(麻洞)                           | 매곡리(梅谷里) |
| 농동면  | 냉천동(冷泉洞), 제내동(堤內洞), 약수동 일부                          | 신천리(新泉里) |
| 농동면  | 이원동(梨元洞), 화정동(化亭洞), 약수동(若水洞)                       | 중산리(中山里) |
| 농동면  | 송정동(松亭洞), 지당동(池堂洞), 덕동(德洞), 원지동 일부, 화산동 일부 | 송정리(松亭里) |
| 농동면  | 화동(化洞), 송내동(松內洞), 화산동(化山洞), 내상면 장현동 일부       | 화봉리(華峰里) |
| 농서면  | 시례동(詩禮洞), 창좌동(昌佐洞), 동산동 일부, 오정동 일부             | 시례리(詩禮里) |
| 농서면  | 상안동(上安洞), 신답동(新畓洞), 동산동(東山洞)                       | 상안리(常安里) |
| 농서면  | 천곡동(川谷洞)                                                       | 천곡리(泉谷里) |
| 농서면  | 달천동(達川洞)                                                       | 달천리(達川里) |
| 농서면  | 가대동(加大洞), 오정동(五政洞)                                       | 가대리(加大里) |
- 1952년 4월 25일 지방 선거가 시행되고 초대 농소면의원 13명이 선출되었다.
- 1961년 9월 1일 농소면의회가 해산되었다.
- 1962년 6월 1일 화봉리와 송정리가 신설 울산시에 편입되고 울주군 농소면이 되었다.[2]
- 1991년 1월 1일 울주군이 울산군으로 개칭하면서 울산군 농소면이 되었다.
- 1995년 1월 1일 울산시·울산군 통합으로 울산시 울주구 농소면이 되었다.[3]
- 1995년 3월 2일 농소면이 농소읍으로 승격하였다.[4]
- 1997년 7월 15일 울산시가 울산광역시로 승격하면서 울주구에서 북구에 편입되고, 농소1·2·3동으로 분동하였다.[5] 농소1동과 2동사무소는 종전의 농소읍사무소를 사용하고, 농소3동 사무소 (현 행정복지센터는 상안동 371-6번지에 임시건물을 지었다.
- 1998년 11월 1일 농소2동사무소 (현 행정복지센터)를 구 냉천회관(신천동 203-2번지(현위치))로 이전하였다.
- 2001년 6월 13일 농소2동사무소 (현 행정복지센터)를 현위치에 신축하였다.
- 2002년 12월 27일 농소3동사무소 (현 행정복지센터)를 상안동 380-8번지(현위치)로 이전하였다.

## 법정동
농소읍이 분동하면서 10개 법정동을 3개 행정동으로 나눠서 관할하고 있다. 2014년 12월 31일 기준으로 농소1·2·3동의 총인구는 34,322세대 106,489명이다.

### 농소1동
농소1동은 4개 법정동(창평·호계동 일원과 매곡·신천동 일부), 27개 통, 314개 반으로 구성되어있다. 인구는 2014년 12월 31일 기준으로 11,075세대 30,828명이다. 주민센터 소재지는 호계동이다.
| 법정동 | 한자   | 세대  | 인구   |
| ------ | ------ | ----- | ------ |
| 창평동 | 倉坪洞 | 452   | 1,001  |
| 호계동 | 虎溪洞 | 4,316 | 9,475  |
| 매곡동 | 梅谷洞 | 3,400 | 11,425 |
| 신천동 | 新泉洞 | 2,907 | 8,927  |

### 농소2동
농소2동은 3개 법정동(중산동 일원과 매곡·신천동 일부), 35개 통, 384개 반으로 구성되어있다. 인구는 2014년 12월 31일 기준으로 10,747세대 32,702명이다. 주민센터 소재지는 신천동이다.
| 법정동 | 한자   | 세대  | 인구   |
| ------ | ------ | ----- | ------ |
| 매곡동 | 梅谷洞 | 3,343 | 10,195 |
| 신천동 | 新泉洞 | 2,883 | 9,264  |
| 중산동 | 中山洞 | 4,521 | 13,243 |

### 농소3동
농소3동은 5개 법정동, 39개 통, 423개 반으로 구성되어있다. 인구는 2014년 12월 31일 기준으로 13,151세대 42,959명이다. 주민센터 소재지는 상안동이다. 농소3동의 관할 구역은 1914년 이전의 농서면과 거의 일치하며 당시 농서면 소재지도 상안리였다.
| 법정동 | 한자   | 세대  | 인구   |
| ------ | ------ | ----- | ------ |
| 가대동 | 加大洞 | 108   | 208    |
| 상안동 | 常安洞 | 2,118 | 6,757  |
| 천곡동 | 泉谷洞 | 7,564 | 24,593 |
| 달천동 | 達川洞 | 3,195 | 11,063 |
| 시례동 | 時禮洞 | 166   | 338    |

## 교육

### 농소1동
- 농소초등학교
- 호계초등학교
- 농소중학교
- 호계중학교
- 호계고등학교
- 울산신학교

### 농소2동
- 동대초등학교
- 매곡초등학교
- 신천초등학교
- 이화초등학교
- 약수초등학교
- 매곡고등학교
- 매곡중학교
- 이화중학교
- 울산외국어고등학교
- 메아리학교

### 농소3동
- 농서초등학교
- 상안초등학교
- 동천초등학교
- 천곡초등학교
- 달천중학교
- 상안중학교
- 천곡중학교
- 달천고등학교
- 동천고등학교

## 주거
| 단지명                     | 건설사          | 시행사               | 주소                   | 입주        | 비고     |
| -------------------------- | --------------- | -------------------- | ---------------------- | ----------- | -------- |
| 호계주공 1단지             | 대경종합건설㈜  | 대한주택공사         | 동대12길 30 (호계동)   | 2004년 8월  | 국민임대 |
| 호계주공 2단지             |                 | 대한주택공사         | 동대11길 36 (호계동)   | 2004년 8월  | 국민임대 |
| 삼성코아루                 | 삼성중공업      | 한국토지신탁         |                        | 2005년 9월  |          |
| 달천코아루                 | 솔리드건설㈜    | 한국토지신탁         |                        | 2008년 3월  |          |
| 달천그린카운티 1단지       | 세창㈜          | 대한토지신탁㈜       |                        | 2004년 12월 |          |
| 달천그린카운티 2단지       | 세창㈜          | 대한토지신탁㈜       |                        | 2004년 12월 |          |
| 달천그린카운티 3단지       | 세창㈜          | 대한토지신탁㈜       |                        | 2005년 1월  |          |
| 달천그린카운티 4단지       | 세창㈜          | 대한토지신탁㈜       |                        | 2005년 1월  |          |
| 오토밸리로 해링턴 플레이스 | 진흥기업        | 하울리얼티㈜         |                        | 2016년 4월  |          |
| 울산신천 해링턴 플레이스   | 진흥기업 효성㈜ | 애플디앤씨㈜         |                        | 2018년 6월  |          |
| 쌍용아진 그린타운 1단지    | 쌍용건설        | ㈜아진건설           | 아진로 42 (상안동)     | 1996년 4월  |          |
| 쌍용아진 그린타운 2단지    | 쌍용건설        | ㈜아진건설           | 아진로 75 (상안동)     | 1996년 8월  |          |
| 쌍용아진 그린타운 3단지    | 쌍용건설        | ㈜아진건설           | 아진로 115 (천곡동)    | 1996년 11월 |          |
| 쌍용아진 그린타운 4단지    | 쌍용건설        | ㈜아진건설           | 천곡남로 38 (천곡동)   | 1998년 11월 |          |
| 매곡현대                   | 현대건설        | 현대자동차           | 매곡1로 13 (매곡동)    | 1994년 10월 |          |
| 현대 으뜸타운              | 현대건설        | ㈜으뜸건설           | 매곡본길 53 (매곡동)   | 1997년 2월  |          |
| 원동현대                   | 고려산업개발㈜  | 원동건설㈜           |                        | 1994년 7월  |          |
| 현대파크맨션               | 고려산업개발㈜  | 현대정공5차 주택조합 | 신기3길 19-6 (매곡동)  | 1996년 6월  |          |
| 달천 아이파크 1단지        | 현대산업개발    | 현대산업개발         | 달천로 50 (달천동)     | 2008년 3월  |          |
| 달천 아이파크 2단지        | 현대산업개발    | 현대산업개발         | 달천로 103-19 (달천동) | 2008년 3월  |          |
| 달천 아이파크 3단지        | 현대산업개발    | 현대산업개발         | 달천로 103-20 (달천동) | 2008년 3월  |          |
| 극동스타클래스             | 극동건설        | 금세기디앤씨㈜       |                        | 2007년 9월  |          |
| 울산매곡 푸르지오 1단지    | 대우건설        | ㈜유연산업개발       | 신천로 92 (매곡동)     | 2007년 12월 |          |
| 울산매곡 푸르지오 2단지    | 대우건설        | ㈜유연산업개발       |                        | 2007년 12월 |          |

## 교통 시설

### 도로
고속도로노선은 없다. 울산시에서 두서면 경부고속도로와 강동동을 연결하는 울산외곽순환고속도로를 추진하고있다. 국도 제7호선(아시안 하이웨이 6호선)이 농소1동과 2동을 지난다. 지방도 제945호선이 있었으나 울산시가 광역시로 승격하면서 농소동 구간의 지방도 지정이 해제되었다.

### 시외버스
호계동에 소재한 시외버스 간이정류소에 울산터미널에서 국도 제7호선을 경유하여 경주, 포항방면으로 가는 시외버스가 정차한다. 그러나 경주방면 노선은 호계역에 정차하는 무궁화호에 비해 요금도 비싸고 소요시간도 길기 때문에 이용객은 저조한 편이다. 호계정류소에서 승차해도 울산터미널과 동일한 요금을 징수하고, 울산방면은 승차할 수 없다.

### 철도
동해선이 지나고 호계역이 있지만 복선전철화되면서 폐지될 예정이다.
| 동해선 | 효문역 ↔ 호계역 ↔ 모화역 |

## 농소면의회
농소면의회는 1952년부터 1961년까지 존속한 대한민국의 지방의회이다.
- 1952년 4월 25일 초대 면의원 선거 실시, 농소면의원 13명(대한독립촉성국민회5+대한청년단6+국민당1+무소속1)이 선출되었다.
- 1956년 8월 8일 2대 면의원 선거 실시, 농소면의원 12명(자유당12)이 선출되었다.
- 1960년 12월 12일 3대 면의원 선거 실시, 농소면의원 12명이 선출되었다.
- 1961년 9월 1일에 군사 정권에 의해 강제해산되었다.